# دورة فرنسا المفتوحة 2003
قائمة بطولات دورة رولان غاروس لعام 2003:

## الكبار

### فردي رجال
خوان كارلوس فيريرو هزم  مارتن فيركيرك, النتيجة:6-1, 6-3, 6-2

### فردي سيدات
جوستين هنين هزمت  كيم كلايجستيرس, النتيجة:6-0, 6-4

### زوجي رجال
بوب براين ومايك براين () هزما بول هارهويس () ويافجيني كافلينكوف (), النتيجة:7-6, 6-3

### زوجي سيدات
كيم كلايجستيرس () وأي سوجاياما () هزمتا فيرجينيا روالو باسكال () وباولو سواريز (), النتيجة:6-7(5), 6-2, 9-7

### زوجي مختلط
ليزا رايموند ومايك براين () هزما إيلينا لايكوفيتسيفا () وماهيش باهوباثي (), النتيجة:6-3, 6-4

## الشباب

### فردي أولاد
ستانسيلاس فافرينكا () هزم براين بيكر (), النتيجة:7-5, 4-6, 6-3

### فردي بنات
أنا لينا غرويفيلد () هزمت فيرا دوشيفاينا (), النتيجة:6-4, 6-4

### زوجي أولاد
جوجري بالازيس () ودودي سيلا () هزما كامل كابكوفيتش () ولادو شايكلاتزي (), النتيجة:5-7, 6-1, 6-2

### زوجي بنات
مارتا فراجا بيرز وأدريانا غونزاليس بيناس () هزمتا كاترينا بوهوموفا () ومايكائيلا كراجايكك (), النتيجة:6-0, 6-3